# Condestável de Portugal

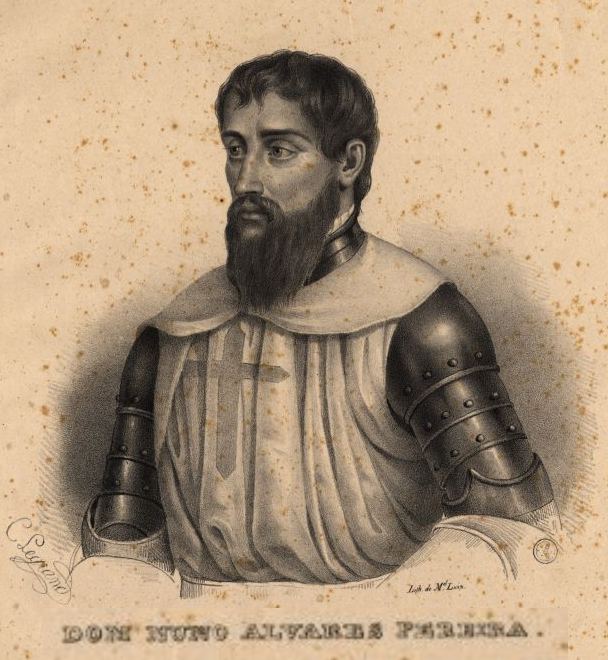
Gravura de D. Nuno Álvares Pereira, com a sua bandeira de Condestável (à direita) que incorporava a Cruz de São Jorge.

Condestável de Portugal ou Condestável do Reino foi um cargo criado pelo rei Fernando I de Portugal em 1382, para assumir as funções militares do anterior cargo Alferes-Mor do Reino. O Condestável era a segunda personagem da hierarquia militar nacional, depois do Rei de Portugal e tinha como responsabilidades comandar uma campanha militar na ausência do rei e manter a disciplina do exército. Era, portanto, perante o Condestável que passavam todos os inquéritos militares. A partir do reinado de D. João IV, o título deixou de ter conotações militares ou administrativas, para ser exclusivamente honorífico.

## Lista dos Condestáveis do Reino
1. D. Álvaro Pires de Castro, 1.º Conde de Arraiolos (1382-1384)
2. D. Nun' Álvares Pereira, o "Santo Condestável" (1385-1431)
3. D. João, infante de Portugal, o "Infante Condestável" (1431-1442)
4. D. Diogo de Portugal (1442-1443)
5. D. Pedro de Portugal (1443-1466)
6. D. Fernando, 2.º Duque de Viseu, 2.º Senhor da Covilhã, 1.º Duque de Beja e 1.º Senhor de Moura (1466-1470)
7. D. João de Bragança, 1.º Marquês de Montemor-o-Novo (1470-?)
8. D. Afonso de Viseu (1482-1504)
9. D. Luís de Portugal, 5.º Duque de Beja e 5.º Senhor de Moura (?-1555)
10. D. Duarte II, 5.º Duque de Guimarães (1555-1576)
11. D. João I, Duque de Bragança (1576-1581)
12. D. Fernando Álvarez de Toledo y Pimentel, 3.º Duque de Alba (1581-1582)
13. D. Teodósio II, duque de Bragança (1582-1630)
14. D. João II, duque de Bragança, depois Rei D. João IV de Portugal (1630-1640)
15. D. Francisco de Melo, 3.º Marquês de Ferreira (1641-1645)
16. D. Pedro, infante de Portugal, depois Rei D. Pedro II de Portugal (1648-1668)
17. D. Nuno Álvares Pereira de Melo, 1.º Duque de Cadaval (1668-1727)
18. D. Francisco, infante de Portugal (1727-1742)
19. D. João, infante de Portugal, depois Rei D. João VI de Portugal (?-1792)
20. D. Miguel, infante de Portugal, depois Rei D. Miguel I de Portugal (1821-1824)
21. D. Nuno Caetano Álvares Pereira de Melo, 6.º Duque de Cadaval (1824-1837)
22. D. António de Vasconcelos e Sousa da Câmara Caminha Faro e Veiga, 4.º Marquês de Castelo Melhor e 8.º Conde da Calheta (?-1858)
23. D. Luís Filipe, infante de Portugal, depois Rei D. Luís I de Portugal (1858-1861)
24. D. João, infante de Portugal (1861)
25. D. Afonso, infante de Portugal (1865-1910)